# Pherkad
Pherkad (Gamma Ursae Minoris, γ UMi) – trzecia pod względem jasności gwiazda Małej Niedźwiedzicy. Jest ona odległa od Słońca o ok. 487 lat świetlnych.

## Nazwa
Gwiazda nosi tradycyjną nazwę Pherkad, która wywodzi się od arabskiego ‏فرقد‎ farqad, co oznacza „cielę”. Dawniej Arabowie nazywali „dwoma cielętami” tę gwiazdę i β UMi (Kochab). Międzynarodowa Unia Astronomiczna zatwierdziła użycie nazwy Pherkad dla określenia tej gwiazdy.

## Charakterystyka
Jest to olbrzym reprezentujący typ widmowy A2. Gwiazda ma najprawdopodobniej helowe jądro w którym ustały reakcje syntezy, otoczone przez powłokę wodoru, w której reakcje te trwają. W przyszłości zmieni się w bardziej typowego olbrzyma (jak Kochab, choć jaśniejszego niż ta gwiazda) i zakończy życie odrzuciwszy powłoki, pozostawiając białego karła o masie ok. 0,85 M☉. Gwiazda cechuje się niewielką zmiennością, jej jasność waha się o 0,03m, w związku z czym jest klasyfikowana jako zmienna typu Delta Scuti.